# Berwang-Namloser Straße
De Berwang-Namloser Straße (L21) is een 26,91 kilometer lange Landesstraße (lokale weg) in het district Reutte in de Oostenrijkse deelstaat Tirol. De straat verbindt de Fernpassstraße (B179) in Bichlbach met de Lechtalstraße (B198) in Stanzach. De weg loopt daarbij door het Rotlechtal en de Namloser Tal langs de plaatsen Berwang (1342 m.ü.A.) en Namlos (1225 m.ü.A.), de plaatsen waarnaar de weg is vernoemd.,